# 黃厝
黃厝，是臺灣彰化縣大村鄉的一個傳統地域名稱，位於該鄉東南部。相較於今日行政區，其範圍大致包括黃厝村、福興村、平和村西南部及東南端。

## 歷史
台灣清治末期至日治初期，黃厝地區為一街庄，稱為「黃厝庄」，隸屬於燕霧下堡。該庄北與埤仔頭庄為鄰，東與芬園庄、同安藔庄為鄰，南邊為東山庄，西邊為蓮花池庄。
1901年（日治明治三十四年）11月，全台廢縣廳改設二十廳，該庄隸屬於彰化廳。1903年（明治三十六年）6月，該庄編入「大庄區」，隸屬於彰化廳。1909年（明治四十二年）10月，合併二十廳為十二廳，大庄區改隸屬於臺中廳。1920年（大正九年），該庄改制並改名為「黃厝」大字，隸屬於臺中州員林郡大村庄，大字下有「黃厝」、「犁頭厝」小字名。
戰後大村庄改制為大村鄉，隸屬於臺中縣，大字亦改制為村。1950年10月，中、彰、投分治，大村鄉改隸屬彰化縣。

## 聚落
本地區發展較早的聚落為黃厝、犁頭厝，在日治期初期的官方地圖上已有記載。此外，本地區尚有同安藔聚落。

## 交通
台鐵縱貫線是台灣西部南北鐵路幹線，大致以北微西—南微東走向經過黃厝地區西部邊界外不遠處。北側最近的車站是大村車站，屬簡易站，僅停靠區間車；南側最近的是員林車站，屬一等站，停靠部分普悠瑪號、太魯閣號、絕大部分自強號及其餘全部列車。由此等車站可前往台鐵沿線各站。
省道台1線（中山路二段～一段）又稱「縱貫公路」，是台北至屏東楓港的傳統平面幹道，大致以北北西—南南東走向繞大彎轉縱向經過本地區西部邊界外不遠處，並位於鐡路東側。由該道路向北北西可前往花壇、彰化、烏日、大肚等地，向南可前往員林、埔心、永靖、田尾等地。
縣道137號（山腳路）是彰化至二水源泉的道路，主要沿八卦台地西側山麓地帶而行，大致以北北西—南南東走向蜿蜒經過本地區中部偏西地帶。由該道路向北北西可前往花壇、彰化，向南可前往員林、社頭、田中、二水等地的山麓地帶。
縣道139號（大彰路四段～三段）是伸港鄉新港至鹿谷鄉初鄉的道路，本地區所在路段係沿八卦台地稜線而築，大致北北西—南南東走向蜿蜒經過本地區東部邊界地帶。由該道路向北北西可前往芬園與花壇交界地帶、花壇與彰化交界地帶、彰化、和美、線西等地，向南南東可前往芬園與員林交界地帶、南投、中寮、集集、鹿谷等地。該道路目前與本地區中西部各地並無任何道路可以直通，必須繞道經過其他地區。
縣道146號（中正東路）是溪湖至大村鄉犁頭厝的道路，其東側端點位於本地區中部偏西北的犁頭厝聚落南郊縣道137號路口。由此向西南轉西南西出境後，可前往蓮花池、擺塘、過溝、大村市區、加錫與大崙東南部交界地帶、大崙東南部、埤霞、梧鳳、三塊厝、四塊厝、頂寮東南端、溪湖市區並止於省道台19線路口。
鄉道彰68線（中山路三段2巷、聖瑤西路二段96巷、聖瑤西路一段、聖瑤宮所在道路）是大橋頭至埤仔頭的道路，其東側端點位於本地區北部偏西犁頭厝聚落北側縣道137號路口。由此向西南西轉北北西至本地區北部邊界處，再轉西南西沿邊界而行，出境後可前往過溝與蓮花池交界地帶、過溝並止於省道台1線路口。
鄉道彰70線（美港路）是港尾至黃厝的道路，其西側端點位於本地區南部省道台1線路口。由此向東北東轉北北東再轉東北再轉東微北出境後，可前往黃厝並止於縣道137號路口。

## 學校
- 大葉大學
- 村東國小

## 運動休閒
- 台豐高爾夫球場